# Casey Simpson
Casey West Simpson (Los Angeles, 6 aprile 2004) è un attore statunitense, conosciuto per aver interpretato Ricky Harper nella sitcom di Nickelodeon, Nicky, Ricky, Dicky & Dawn.

## Carriera
Casey Simpson ha incominciato a recitare nel 2007 all'età di 3 anni in uno sketch comico di Frank TV, Santa. Nel 2011 ha recitato nel film Five interpretando Buddy e nel 2013 ha prestato la voce a uno dei personaggi del film d'animazione Cattivissimo me 2.
Nel 2014 ha interpretato Ricky Harper nella serie televisiva Nickelodeon Nicky, Ricky, Dicky & Dawn. Nel 2015 è stato scelto per i film Memoria e Bukowski. Inoltre è apparso in un episodio del programma televisivo I Thunderman.
Nel 2017 ha recitato nel film di Nickelodeon Escape from Mr. Lemoncello's Library interpretando Kyle Keeley.

## Filmografia

### Cinema
- Five, regia di Jennifer Aniston, Patty Jenkins, Alicia Keys, Demi Moore, Penelope Spheeris (2011)
- Cattivissimo me 2, regia di Pierre Coffin e Chris Renaud (2013)
- Bukowsky, regia di James Franco (2014)
- Memoria, regia di Vladimir de Fontenay e Nina Ljeti (2015)

### Televisione
- How I Met Your Mother - serie TV (2010)
- The Goldbergs - serie TV (2013)
- Nicky, Ricky, Dicky & Dawn - serie TV (2014-2018)
- I Thunderman - serie TV (2015)
- Nicky,  Ricky, Dicky & Dawn: van a Hollywood - film TV (2015)
- Ho Holiday Special - film TV (2015)
- Orange carper: Slime Cup 2016 - film TV (2016)
- Nickelodeon's Not So Valentine's Special - film TV (2017)
- Nickelodeon's Sizzling Summer Camp Special - film TV (2017)
- Escape from Mr. Lemoncello's Library - film TV (2017)
- Just Add Magic: Mystery City - serie TV (2020)

## Riconoscimenti
- 2016 – Nominato Young Artist Award per Nicky, Ricky, Dicky & Dawn
- 2016 – Nominato Nickelodeon Kids' Choice Awards per Nicky, Ricky, Dicky & Dawn
- 2017 – Nominato Nickelodeon Kids' Choice Awards per Nicky, Ricky, Dicky & Dawn